# Cycloes
Genre
Cycloes est un genre de crabes de la famille des Calappidae.

## Liste des espèces
Selon World Register of Marine Species (4 mars 2025) :
- Cycloes granulosa De Haan, 1837
- Cycloes marisrubri Galil & Clark, 1996

## Systématique
Le nom valide complet (avec auteur) de ce taxon est Cycloes De Haan, 1837.
Cycloes a pour synonymes :
- Cyclois De Haan, 1837
- Cyclöes De Haan, 1837

## Publication originale
- De Haan, W. (1833–1850). Crustacea. In: von Siebold, P.F., Fauna Japonica sive Descriptio Animalium, quae in Itinere per Japoniam, Jussu et Auspiciis Superiorum, qui Summum in India Batava Imperium Tenent, Suspecto, Annis 1823-1830 Collegit, Notis, Observationibus et Adumbrationibus Illustravit. i–xxxi, ix–xvi, 1–243, pls. A–J, L–Q, 1–55. Lugduni-Batavorum. [Dates of publication per Holthuis, 1953: 1833 (ix–xvi, De Haan's "Praemissa" & "Expositio"; 1–24, pls. 1–8, A, B, circ. 2), 1835 (25–64, pls. 9–15, 17, C, D), 1837 (65–72, pls. 16, 18–24, E, F), 1839 (73–108, pls. 25–32, G, H), 1841 (109–164, pls. 33–37, 39–42, 47), 1844 (pls. 38, 43–46, 48, 51–55, I–N), 1849 (165–196, 197–243, pls. 49, 50 O–Q), 1849 (i–xxxi, De Haan's "Praefatio"), 1850 (vii–xvii, Von Siebold's "Commentatio")).